# Richárd Rapport
Richárd Rapport (sinh 25 tháng 3 năm 1996) là một đại kiện tướng cờ vua người Hungary. Trở thành đại kiện tướng khi chưa đến 14 tuổi, Rapport vẫn đang giữ kỷ lục là đại kiện tướng trẻ nhất trong lịch sử Hungary.

## Gia đình
Rapport sinh tại Szombathely, là con trai của Tamás Rapport và Erzsébet Mórocz. Cha mẹ anh đều là nhà kinh tế học.

## Sự nghiệp

### Đạt danh hiệu đại kiện tướng
Rapport là một trong số ít kỳ thủ đạt danh hiệu đại kiện tướng khi chưa sang tuổi 14. Rapport achieved the National Master title in 2008, and became an International Master the next year. In March 2010, at the Gotth'Art Kupa in Szentgotthárd, he fulfilled the final norm and rating requirements for the Grandmaster title. He came in second on the tournament behind his trainer Alexander Beliavsky, and tied with Lajos Portisch (one of the strongest non-Soviet players in the second half of the 20th century). Thus, at the age of 13 years, 11 months and 6 days, he became the youngest ever Hungarian grandmaster (the previous record was held by former world title challenger Péter Lékó), and the fifth youngest chess grandmaster in history.

### 2012
Tháng 9, Rapport đồng điểm hạng nhất với Ipatov tại Giải cờ vua thanh niên thế giới với 10 / 13 điểm (+8 =4 –1). Tuy nhiên anh chỉ xếp hạng nhì chung cuộc do kém hệ số phụ.

### 2013
Vào đầu năm, tại giải Tata B, Rapport đồng vô địch với Naiditsch, đạt 9 / 13 điểm (+7 =4 –2). Cả hai đều có vé tham dự Tata A năm 2014.
Vào tháng 5, Rapport đồng hạng nhất tại Giải cờ vua Sigeman & Co, cùng với Nigel Short và Nils Grandelius, vô địch sau khi xét hệ số phụ (đối đầu). Anh đạt 4½/7 điểm (+3−1=3).
Tháng 12, Rapport vô địch cờ nhanh châu Âu và về hạng tư tại giải cờ chớp.

## Cuộc sống riêng
Tháng 6 năm 2016, Rapport kết hôn với Jovana Vojinović (sinh 1992), một đại kiện tướng nữ người Serbia.